# I liga argentyńska w piłce nożnej (1970)
W sezonie 1970 rozegrano dwa turnieje mistrzowskie – stołeczny Campeonato Metropolitano i ogólnokrajowy Campeonato Nacional.
Mistrzem Argentyny Metropolitano w sezonie 1970 został Independiente, a wicemistrzem Argentyny Metropolitano został klub River Plate.
Mistrzem Argentyny Nacional w sezonie 1970 został klub Boca Juniors, a wicemistrzem Argentyny Nacional – klub Rosario Central.
Do Copa Libertadores 1971 zakwalifikowały się dwa kluby:
- Boca Juniors (mistrz Argentyny Nacional)
- Rosario Central (wicemistrz Argentyny Nacional)

## Campeonato Metropolitano 1970
Mistrzem Argentyny Metropolitano w sezonie 1970 został klub Independiente, natomiast wicemistrzem Argentyny Metropolitano – River Plate. Do drugiej ligi spadły trzy kluby – dwa ostatnie w końcowej tabeli kluby Unión Santa Fe i Club Atlético Lanús, oraz po meczach barażowych CA Argentino de Quilmes, na którego miejsce awansował Ferro Carril Oeste. Pierwsza liga została zmniejszona z 21 do 19 klubów.

### Kolejka 1
| Data          | Mecz |
| ------------- | --- |
| 20 marca 1970 | CA Vélez Sarsfield – Racing Club de Avellaneda 1:2 Héctor Vitale - Juan C. Cárdenas, Jorge Domínguez                                                          |
| 22 marca 1970 | Boca Juniors – Chacarita Juniors 2:0 Omar Larrosa, Jorge Coch                                                                                                 |
| 22 marca 1970 | Estudiantes La Plata – San Lorenzo de Almagro 0:0 |
| 22 marca 1970 | Independiente – Rosario Central 3:0 Roberto A. Tarabini (2), Héctor Yazalde                                                                                   |
| 22 marca 1970 | CA Colón – River Plate 3:2 Daniel Valledor, Néstor Borgogno (2, 1k) - Daniel Onega, Oscar Más (k)                                                             |
| 22 marca 1970 | Club Atlético Lanús – Newell’s Old Boys 1:1 Jorge Vicente - Alfredo Obberti                                                                                   |
| 22 marca 1970 | CA Banfield – Gimnasia y Esgrima La Plata 2:0 Carlos Zibecchi, Oscar López                                                                                    |
| 22 marca 1970 | CA Platense – Unión Santa Fe 2:0 Néstor Subiat, Carlos A. Bulla                                                                                               |
| 22 marca 1970 | CA Huracán – Los Andes Buenos Aires 5:3 Luis A. Giribet (2), Hugo Tedesco (2), Nelson López - Abel Da Graca, Alberto Cardacci (k), Alberto Cabaleiro          |
| 22 marca 1970 | CA Argentino de Quilmes – Atlanta Buenos Aires 3:5 Miguel A. Cottón (2, 2k), Carlos A. Della Savia - Rubén Cano (3), Juan A. Gómez Voglino, Rodolfo A. Juárez |

### Kolejka 2
| Data          | Mecz |
| ------------- | --- |
| 25 marca 1970 | San Lorenzo de Almagro – CA Platense 1:1 Rodolfo Fischer - Rubén Valdez                                                                    |
| 26 marca 1970 | Los Andes Buenos Aires – Boca Juniors 1:2 Alberto Cabaleiro - Hugo Curioni, Norberto Madurga                                               |
| 26 marca 1970 | Independiente – CA Huracán 5:1 Roberto A. Tarabini, Ricardo Pavoni, Ramón T. Adorno (2), Héctor Yazalde - Hugo Tedesco                     |
| 26 marca 1970 | River Plate – CA Argentino de Quilmes 3:3 Daniel Onega, Oscar Más, Néstor Scotta - Carlos A. Della Savia, Miguel A. Cottón (k), Félix Leeb |
| 26 marca 1970 | Rosario Central – Estudiantes La Plata 1:0 Raúl Castronovo                                                                                 |
| 26 marca 1970 | Argentinos Juniors – CA Banfield 0:0 |
| 26 marca 1970 | Chacarita Juniors – CA Vélez Sarsfield 1:3 Ángel Marcos - Daniel Willington, Mario Nogara, José L. Luna                                    |
| 26 marca 1970 | Unión Santa Fe – Club Atlético Lanús 3:1 Raúl Noguera, Roberto J. Martínez, Héctor Scotta - Héctor Bentrón                                 |
| 26 marca 1970 | Gimnasia y Esgrima La Plata – CA Colón 4:0 Héctor Pignani (3), José B. Leonardi (k)                                                        |
| 26 marca 1970 | Atlanta Buenos Aires – Racing Club de Avellaneda 1:1 Rodolfo Vicente - Jorge Domínguez                                                     |

### Kolejka 3
| Data          | Mecz |
| ------------- | --- |
| 29 marca 1970 | Club Atlético Lanús – Boca Juniors 0:2 Raúl Savoy, Norberto Madurga                                                               |
| 29 marca 1970 | Racing Club de Avellaneda – San Lorenzo de Almagro 1:1 Osvaldo Lamelza - Rodolfo Fischer                                          |
| 29 marca 1970 | Unión Santa Fe – Independiente 1:3 Alejandro Semenewicz s - Vicente de la Mata (g), Ramón T. Adorno (2)                           |
| 29 marca 1970 | River Plate – Rosario Central 0:2 Hugo Zavagno, Roberto Gramajo                                                                   |
| 29 marca 1970 | CA Argentino de Quilmes – CA Platense 3:4 Félix Leeb, Miguel A. Cottón (2, 1k) - Néstor Subiat (2), Carlos A. Bulla, Rubén Valdez |
| 29 marca 1970 | CA Vélez Sarsfield – CA Colón 2:1 Héctor Vitale, Miguel A. Benito - Héctor Velázquez                                              |
| 29 marca 1970 | Chacarita Juniors – Argentinos Juniors 1:3 Rodolfo Orife - Carlos A. Caputo, Osvaldo Sosa, Miguel A. Stella                       |
| 29 marca 1970 | Atlanta Buenos Aires – Los Andes Buenos Aires 1:1 Raúl Savino - Abel Da Graca                                                     |
| 29 marca 1970 | Newell’s Old Boys – Gimnasia y Esgrima La Plata 3:1 Alfredo Obberti (k), Mario N. Zanabria, Enrique Cavoli - José Meija           |
| 30 marca 1970 | Estudiantes La Plata – CA Huracán 1:0 Hugo Spadaro (k)                                                                            |

### Kolejka 4
| Data            | Mecz |
| --------------- | --- |
| 3 kwietnia 1970 | Gimnasia y Esgrima La Plata – San Lorenzo de Almagro 3:2 Delio Onnis (2), Roberto Zywica - Rafael Albrecht (2, 2k)     |
| 5 kwietnia 1970 | Boca Juniors – Atlanta Buenos Aires 4:0 Ángel C. Rojas, Jorge Coch, Ignacio Peña, Norberto Madurga                     |
| 5 kwietnia 1970 | Independiente – Club Atlético Lanús 1:1 Roberto A. Tarabini - Ángel Silva                                              |
| 5 kwietnia 1970 | CA Huracán – River Plate 2:4 Luis A. Giribet (2, 1k) - Carlos M. Rodríguez, Oscar Más (2, 1k), Néstor Scotta           |
| 5 kwietnia 1970 | Rosario Central – CA Argentino de Quilmes 2:0 Roberto Gramajo, Ramón Bóveda                                            |
| 5 kwietnia 1970 | CA Platense – Racing Club de Avellaneda 0:1 Juan C. Cárdenas mecz rozegrany został na stadionie klubu River Plate      |
| 5 kwietnia 1970 | Estudiantes La Plata – Chacarita Juniors 0:1 Jorge Buzzo                                                               |
| 5 kwietnia 1970 | Argentinos Juniors – CA Vélez Sarsfield 1:0 Luis Gallo s mecz rozegrany został na stadionie klubu Atlanta Buenos Aires |
| 5 kwietnia 1970 | CA Colón – Newell’s Old Boys 2:2 Juan Luján, Edgardo Di Meola - Enrique Cavoli, Alfredo Obberti                        |
| 5 kwietnia 1970 | CA Banfield – Unión Santa Fe 2:1 Oscar López, Roberto Salvatierra - Roberto J. Martínez                                |

### Kolejka 5
| Data             | Mecz |
| ---------------- | --- |
| 12 kwietnia 1970 | CA Argentino de Quilmes – CA Huracán 2:0 Carlos A. Della Savia, Miguel A. Cottón                                                                |
| 12 kwietnia 1970 | CA Colón – CA Platense 3:4 Juan C. Mottura (2), Juan C. Lo Bello - Rubén Valdez (2), Néstor Subiat (2)                                          |
| 12 kwietnia 1970 | Gimnasia y Esgrima La Plata – Rosario Central 5:2 Héctor Pignani (2), Roberto J. Santiago, Delio Onnis (2) - Ramón Bóveda, Carlos A. Colman (k) |
| 12 kwietnia 1970 | Club Atlético Lanús – CA Banfield 0:1 Mario Chaldú                                                                                              |
| 12 kwietnia 1970 | Los Andes Buenos Aires – Argentinos Juniors 2:2 Víctor Donato, Luis A. Vera Díaz - Miguel A. Stella, Osvaldo Sosa                               |
| 12 kwietnia 1970 | San Lorenzo de Almagro – Independiente 1:1 Rodolfo Fischer - Héctor Yazalde                                                                     |
| 12 kwietnia 1970 | Newell’s Old Boys – River Plate 1:1 Mario N. Zanabria - Néstor Scotta                                                                           |
| 12 kwietnia 1970 | Racing Club de Avellaneda – Unión Santa Fe 2:2 Juan C. Cárdenas (k), Enrique Wolff - Héctor Scotta (2)                                          |
| 12 kwietnia 1970 | CA Vélez Sarsfield – Estudiantes La Plata 1:1 José L. Luna - Marcos Conigliaro                                                                  |
| 12 kwietnia 1970 | Atlanta Buenos Aires – Chacarita Juniors 1:1 Juan A. Gómez Voglino - Ángel Marcos (k)                                                           |

### Kolejka 6
| Data             | Mecz |
| ---------------- | --- |
| 19 kwietnia 1970 | Rosario Central – Boca Juniors 3:0 Julio Correa, Roberto Gramajo, Carlos A. Colman                                                                                          |
| 19 kwietnia 1970 | Independiente – CA Colón 2:1 Vicente de la Mata (g), Roberto A. Tarabini (k) - Héctor Velázquez                                                                             |
| 19 kwietnia 1970 | River Plate – San Lorenzo de Almagro 2:2 Néstor Scotta, Oscar Más - Rodolfo Fischer (2, 1k)                                                                                 |
| 19 kwietnia 1970 | CA Huracán – Newell’s Old Boys 6:1 Luis A. Giribet (2, 1k), Miguel Brindisi, Daniel Buglione (2), Hugo Tedesco - Alfredo Obberti (k)                                        |
| 19 kwietnia 1970 | Chacarita Juniors – Gimnasia y Esgrima La Plata 2:0 Raúl Poncio, Ángel Marcos                                                                                               |
| 19 kwietnia 1970 | Estudiantes La Plata – Atlanta Buenos Aires 1:2 Carlos Bilardo - Rodolfo Juárez (2)                                                                                         |
| 19 kwietnia 1970 | CA Vélez Sarsfield – CA Argentino de Quilmes 1:0 Roque Nieva |
| 19 kwietnia 1970 | Argentinos Juniors – CA Platense 0:2 Néstor Subiat, Rubén Valdez mecz rozegrany został na stadionie klubu Atlanta Buenos Aires                                              |
| 19 kwietnia 1970 | Unión Santa Fe – Los Andes Buenos Aires 5:4 Héctor Scotta (2), Aníbal Cibeyra, Marcelo Fredes (2) - Luis A. Vera Díaz, Néstor Manfredi, Víctor Donato, Alberto Cardacci (k) |
| 20 kwietnia 1970 | CA Banfield – Racing Club de Avellaneda 0:0 |

### Kolejka 7
| Data             | Mecz |
| ---------------- | --- |
| 24 kwietnia 1970 | Racing Club de Avellaneda – Rosario Central 3:0 Juan C. Carone, Roberto Aguirre, Juan C. Salomone              |
| 26 kwietnia 1970 | Boca Juniors – CA Huracán 0:2 Miguel Brindisi, Luis A. Giribet                                                 |
| 26 kwietnia 1970 | Atlanta Buenos Aires – Independiente 1:3 Eduardo Collado - Horacio Morales s, Raúl Bernao, Roberto A. Tarabini |
| 26 kwietnia 1970 | San Lorenzo de Almagro – CA Argentino de Quilmes 2:0 Carlos Veglio, Abraham Amado                              |
| 26 kwietnia 1970 | CA Platense – Estudiantes La Plata 0:0                                                                         |
| 26 kwietnia 1970 | Unión Santa Fe – Chacarita Juniors 0:1 Carlos M. García Cambón                                                 |
| 26 kwietnia 1970 | Gimnasia y Esgrima La Plata – CA Vélez Sarsfield 2:1 Delio Onnis (k), Héctor Pignani - Ricardo Rezza s         |
| 26 kwietnia 1970 | Newell’s Old Boys – Argentinos Juniors 2:2 Juan C. Montes, Alfredo Obberti - Alberto De Luca, Osvaldo Sosa     |
| 26 kwietnia 1970 | Los Andes Buenos Aires – Club Atlético Lanús 2:3 Norberto Monteleone, Víctor Nicolini s - Héctor Bentrón (3)   |
| 26 kwietnia 1970 | CA Colón – CA Banfield 0:0                                                                                     |

### Kolejka 8
| Data        | Mecz |
| ----------- | --- |
| 3 maja 1970 | CA Platense – River Plate 0:2 Juan C. Trebucq (2)                                                                      |
| 3 maja 1970 | CA Huracán – San Lorenzo de Almagro 3:2 Roque Avallay, Alberto Rendo, Hugo Tedesco - Luciano Figueroa, Rodolfo Fischer |
| 3 maja 1970 | CA Banfield – Los Andes Buenos Aires 2:1 Oscar Cáceres, Carlos Zibecchi - Abel Da Graca                                |
| 3 maja 1970 | CA Colón – Chacarita Juniors 0:2 Raúl Poncio, Rodolfo Orife                                                            |
| 3 maja 1970 | Estudiantes La Plata – Gimnasia y Esgrima La Plata 1:1 Jorge Solari - José Meija                                       |
| 3 maja 1970 | CA Vélez Sarsfield – Newell’s Old Boys 1:3 Daniel Willington - Alfredo Obberti, Osvaldo Meites, Heraldo Bezerra        |
| 3 maja 1970 | Club Atlético Lanús – Atlanta Buenos Aires 0:2 Carlos de la Iglesia, Ernesto Mastrángelo                               |
| 3 maja 1970 | Rosario Central – Argentinos Juniors 3:1 Hugo Zavagno (2), Miguel A. Bustos - José Plá                                 |
| 3 maja 1970 | CA Argentino de Quilmes – Racing Club de Avellaneda 1:1 Carlos A. Della Savia - Juan C. Salomone                       |
| 4 maja 1970 | Boca Juniors – Unión Santa Fe 2:0 Ángel C. Rojas, Norberto Madurga                                                     |

### Kolejka 9
| Data         | Mecz                                                                                               |
| ------------ | -------------------------------------------------------------------------------------------------- |
| 8 maja 1970  | Racing Club de Avellaneda – Newell’s Old Boys 1:2 Juan C. Carone - José Solórzano, Alfredo Obberti |
| 10 maja 1970 | Gimnasia y Esgrima La Plata – Boca Juniors 0:0                                                     |
| 10 maja 1970 | Independiente – Estudiantes La Plata 3:1 Héctor Yazalde (2), Eduardo Maglioni - Eduardo Flores (k) |
| 10 maja 1970 | River Plate – CA Vélez Sarsfield 1:1 César Laraignée (k) - Luis Oruezábal                          |
| 10 maja 1970 | San Lorenzo de Almagro – CA Colón 0:0                                                              |
| 10 maja 1970 | Rosario Central – CA Banfield 0:0                                                                  |
| 10 maja 1970 | Chacarita Juniors – Club Atlético Lanús 2:0 Leonardo Recúpero, Rodolfo Orife                       |
| 10 maja 1970 | Los Andes Buenos Aires – CA Platense 1:0 Carlos Piñero                                             |
| 10 maja 1970 | Argentinos Juniors – CA Huracán 0:0 mecz rozegrany został na stadionie klubu Atlanta Buenos Aires  |
| 10 maja 1970 | Unión Santa Fe – CA Argentino de Quilmes 0:1 Jorge O. Pérez                                        |

### Kolejka 10
| Data         | Mecz |
| ------------ | --- |
| 17 maja 1970 | CA Vélez Sarsfield – Boca Juniors 3:1 Héctor Vitale, Miguel A. Benito (2) - Rubén Suñé (k)                                    |
| 17 maja 1970 | Chacarita Juniors – Independiente 2:0 Horacio Neumann, Rodolfo Orife                                                          |
| 17 maja 1970 | River Plate – Argentinos Juniors 1:1 Oscar Más - Felipe Ribaudo                                                               |
| 17 maja 1970 | Racing Club de Avellaneda – Gimnasia y Esgrima La Plata 2:2 Jorge Domínguez, Roberto Aguirre - Alfio Basile s, Héctor Pignani |
| 17 maja 1970 | Atlanta Buenos Aires – San Lorenzo de Almagro 1:1 Luciano Frattura (k) - Luciano Figueroa                                     |
| 17 maja 1970 | Club Atlético Lanús – CA Platense 0:1 Jorge N. Miranda                                                                        |
| 17 maja 1970 | Unión Santa Fe – Rosario Central 1:0 Oscar Escalante                                                                          |
| 17 maja 1970 | Newell’s Old Boys – Los Andes Buenos Aires 0:0                                                                                |
| 17 maja 1970 | CA Argentino de Quilmes – CA Colón 1:1 Jorge O. Pérez - José L. Córdoba                                                       |
| 18 maja 1970 | CA Huracán – CA Banfield 0:0 mecz rozegrany został na stadionie klubu San Lorenzo de Almagro                                  |

### Kolejka 11
| Data         | Mecz |
| ------------ | --- |
| 22 maja 1970 | San Lorenzo de Almagro – Los Andes Buenos Aires 5:0 Pedro González, Miguel A. Tojo, Rodolfo Fischer (2), Rafael Albrecht (k)                                  |
| 24 maja 1970 | Rosario Central – CA Vélez Sarsfield 2:2 Roberto Gramajo (2, 2k) - Héctor Vitale, Miguel Benito (k)                                                           |
| 24 maja 1970 | Argentinos Juniors – Club Atlético Lanús 1:3 Miguel A. Stella - Ángel Silva, Héctor Bentrón (2) mecz rozegrany został na stadionie klubu Atlanta Buenos Aires |
| 24 maja 1970 | CA Platense – Newell’s Old Boys 1:1 Carlos A. Bulla - Alfredo Obberti                                                                                         |
| 24 maja 1970 | CA Colón – Atlanta Buenos Aires 2:1 Néstor Borgogno, Edgardo Di Meola - Luciano Frattura                                                                      |
| 24 maja 1970 | Independiente – CA Argentino de Quilmes 4:0 Roberto A. Tarabini (2), Héctor Yazalde (2)                                                                       |
| 24 maja 1970 | CA Banfield – River Plate 0:1 Oscar Más |
| 24 maja 1970 | Boca Juniors – Racing Club de Avellaneda 0:0 |
| 24 maja 1970 | CA Huracán – Chacarita Juniors 1:1 Luis A. Giribet (k) - Horacio Neumann                                                                                      |
| 24 maja 1970 | Estudiantes La Plata – Unión Santa Fe 4:1 Camilo Aguilar, Jorge Solari, Juan R. Verón, Carlos Trullet - Rafael Zuviría                                        |

### Kolejka 12
| Data           | Mecz |
| -------------- | --- |
| 28 maja 1970   | Los Andes Buenos Aires – Independiente 0:3 Héctor Yazalde, Eduardo Maglioni (2)                                             |
| 28 maja 1970   | Racing Club de Avellaneda – River Plate 1:2 Juan C. Carone - Daniel Onega (2)                                               |
| 28 maja 1970   | San Lorenzo de Almagro – Rosario Central 3:2 Pedro González, Roberto Telch, Rodolfo Fischer - Roberto Gramajo, Ramón Bóveda |
| 28 maja 1970   | Club Atlético Lanús – CA Huracán 2:2 Héctor Bentrón (2, 2k) - Miguel Brindisi, Hugo Tedesco                                 |
| 28 maja 1970   | Gimnasia y Esgrima La Plata – Argentinos Juniors 3:0 Delio Onnis (2, 1k), Roberto J. Santiago                               |
| 28 maja 1970   | CA Vélez Sarsfield – CA Banfield 1:1 Miguel Benito - Miguel Ferrari s                                                       |
| 28 maja 1970   | Atlanta Buenos Aires – Unión Santa Fe 2:0 Carlos de la Iglesia, Ernesto Mastrángelo                                         |
| 28 maja 1970   | Newell’s Old Boys – Chacarita Juniors 1:0 Enrique Cavoli                                                                    |
| 4 czerwca 1970 | CA Argentino de Quilmes – Estudiantes La Plata 0:0                                                                          |
| 16 lipca 1970  | CA Platense – Boca Juniors 0:0 mecz rozegrany został na stadionie klubu Atlanta Buenos Aires                                |

### Kolejka 13
| Data           | Mecz |
| -------------- | --- |
| 31 maja 1970   | Independiente – Boca Juniors 3:2 Miguel Nicolau s, Raúl Bernao, Héctor Yazalde - Aldo Villagra, Rubén Suñé (k)                      |
| 31 maja 1970   | River Plate – Gimnasia y Esgrima La Plata 4:1 Daniel Onega (3), Ricardo Rezza s - Delio Onnis                                       |
| 31 maja 1970   | Estudiantes La Plata – Racing Club de Avellaneda 1:1 Marcos Conigliaro - Jorge J. Benítez                                           |
| 31 maja 1970   | Unión Santa Fe – San Lorenzo de Almagro 0:0                                                                                         |
| 31 maja 1970   | Argentinos Juniors – CA Colón 3:1 Alfio Luna (3) - Néstor Borgogno                                                                  |
| 31 maja 1970   | CA Banfield – Newell’s Old Boys 1:1 Rubén Bedogni - Alfredo Obberti                                                                 |
| 31 maja 1970   | Chacarita Juniors – Los Andes Buenos Aires 2:0 Raúl Poncio, Rodolfo Orife                                                           |
| 31 maja 1970   | Rosario Central – CA Platense 0:0                                                                                                   |
| 31 maja 1970   | CA Huracán – Atlanta Buenos Aires 2:4 Carlos Babington, Alberto Rendo - Luciano Frattura (2, 2k), Ernesto Mastrángelo (2)           |
| 1 czerwca 1970 | CA Argentino de Quilmes – Club Atlético Lanús 3:2 Carlos Della Savia, José M. Martínez, Félix Leeb - Miguel A. Lencina, Ángel Silva |

### Kolejka 14
| Data           | Mecz |
| -------------- | --- |
| 5 czerwca 1970 | Chacarita Juniors – River Plate 1:1 Norberto Eresuma - Carlos M. Rodríguez                                                                  |
| 7 czerwca 1970 | Newell’s Old Boys – Independiente 2:0 José Solórzano, Alfredo Obberti                                                                       |
| 7 czerwca 1970 | Boca Juniors – Estudiantes La Plata 3:1 Norberto Madurga, Rubén Suñé (k), Hugo Curioni - Jorge Solari                                       |
| 7 czerwca 1970 | Racing Club de Avellaneda – Argentinos Juniors 0:0                                                                                          |
| 7 czerwca 1970 | CA Platense – CA Banfield 2:1 Néstor Subiat, Carlos A. Bulla - Juan J. López (k)                                                            |
| 7 czerwca 1970 | CA Colón – CA Huracán 0:2 Hugo Tedesco, Miguel Brindisi                                                                                     |
| 7 czerwca 1970 | Los Andes Buenos Aires – CA Argentino de Quilmes 2:3 Luis A. Vera Díaz, Alberto Cardacci (k) - Félix Leeb, Eduardo Grieco, Miguel A. Cottón |
| 7 czerwca 1970 | Gimnasia y Esgrima La Plata – Club Atlético Lanús 2:1 Delio Onnis (2) - Ángel Silva                                                         |
| 7 czerwca 1970 | Atlanta Buenos Aires – Rosario Central 2:0 Juan A. Gómez Voglino, Luciano Frattura                                                          |
| 7 czerwca 1970 | San Lorenzo de Almagro – CA Vélez Sarsfield 2:1 Miguel Tojo, Rodolfo Fischer - Miguel Benito                                                |

### Kolejka 15
| Data            | Mecz |
| --------------- | --- |
| 14 czerwca 1970 | Boca Juniors – River Plate 1:0 Rubén Suñe (k) |
| 14 czerwca 1970 | Club Atlético Lanús – Racing Club de Avellaneda 4:1 Ángel Silva (3), Héctor Bentrón - Roberto Perfumo                                                                 |
| 14 czerwca 1970 | CA Vélez Sarsfield – Atlanta Buenos Aires 0:2 Ernesto Mastrángelo, Raúl Savino                                                                                        |
| 14 czerwca 1970 | Estudiantes La Plata – Los Andes Buenos Aires 2:1 Juan Echecopar, Camilo Aguilar - Néstor Manfredi                                                                    |
| 14 czerwca 1970 | CA Banfield – San Lorenzo de Almagro 1:1 Oscar Cáceres - Victorio Cocco                                                                                               |
| 14 czerwca 1970 | CA Colón – Unión Santa Fe 1:3 Juan C. Mottura - César Toyé, Héctor Scotta (k), Roberto J. Martínez                                                                    |
| 14 czerwca 1970 | CA Huracán – Gimnasia y Esgrima La Plata 0:1 Carlos Diz |
| 14 czerwca 1970 | CA Platense – Chacarita Juniors 1:0 Rubén Valdez |
| 14 czerwca 1970 | CA Argentino de Quilmes – Newell’s Old Boys 0:2 Heraldo Bezerra, Alfredo Obberti                                                                                      |
| 15 czerwca 1970 | Argentinos Juniors – Independiente 1:3 Carlos A. Caputo (k) - Eduardo Maglioni, Roberto A. Tarabini (2) mecz rozegrany został na stadionie klubu Atlanta Buenos Aires |

### Kolejka 16
| Data            | Mecz |
| --------------- | --- |
| 19 czerwca 1970 | River Plate – Club Atlético Lanús 3:1 Oscar Más (2), Carlos M. Rodríguez - Héctor Bentrón (k) |
| 21 czerwca 1970 | Independiente – CA Banfield 2:1 Roberto A. Tarabini (2, 1k) - Rubén Bedogni |
| 21 czerwca 1970 | San Lorenzo de Almagro – Boca Juniors 2:2 Pedro González (2) - Raúl Savoy, Silvio Marzolini |
| 21 czerwca 1970 | Newell’s Old Boys – Atlanta Buenos Aires 2:0 Enrique Cavoli, Alfredo Obberti (k) |
| 21 czerwca 1970 | Chacarita Juniors – CA Argentino de Quilmes 1:0 Ángel Bargas |
| 21 czerwca 1970 | Rosario Central – CA Huracán 2:1 Roberto Gramajo (2, 1k) - Roque Avallay |
| 21 czerwca 1970 | Unión Santa Fe – CA Vélez Sarsfield 1:1 Héctor Scotta (k) - Juan C. Lapalma |
| 21 czerwca 1970 | Argentinos Juniors – Estudiantes La Plata 3:3 Antonio Alcíbar, Néstor Errea s, Eduardo Cicarello - Cristian Rudzki, Juan C. Marenda, Juan Echecopar mecz rozegrany został na stadionie klubu Atlanta Buenos Aires |
| 21 czerwca 1970 | Gimnasia y Esgrima La Plata – CA Platense 0:1 Jorge N. Miranda |
| 21 czerwca 1970 | Los Andes Buenos Aires – CA Colón 1:0 |

### Kolejka 17
| Data            | Mecz |
| --------------- | --- |
| 26 czerwca 1970 | CA Banfield – Estudiantes La Plata 1:1 Rubén Bedogni - Juan Echecopar                                          |
| 28 czerwca 1970 | River Plate – Independiente 3:1 Oscar Más (2), Daniel Onega - Héctor Yazalde                                   |
| 28 czerwca 1970 | CA Argentino de Quilmes – Boca Juniors 1:1 Félix Leeb - Aldo Villagra                                          |
| 28 czerwca 1970 | Chacarita Juniors – Rosario Central 0:0                                                                        |
| 28 czerwca 1970 | Racing Club de Avellaneda – Los Andes Buenos Aires 1:0 Osvaldo Lamelza                                         |
| 28 czerwca 1970 | Newell’s Old Boys – San Lorenzo de Almagro 1:1 Héctor J. Martínez - Víctor H. Doria                            |
| 28 czerwca 1970 | Unión Santa Fe – Argentinos Juniors 3:0 Oscar Escalante, Roberto J. Martínez (2)                               |
| 28 czerwca 1970 | Atlanta Buenos Aires – Gimnasia y Esgrima La Plata 1:2 Juan A. Gómez Voglino - Delio Onnis (k), Héctor Pignani |
| 28 czerwca 1970 | CA Vélez Sarsfield – CA Platense 2:1 Miguel Benito, Daniel Willington (k) - Carlos A. Bulla                    |
| 28 czerwca 1970 | Club Atlético Lanús – CA Colón 1:0 Ángel Silva                                                                 |

### Kolejka 18
| Data         | Mecz |
| ------------ | --- |
| 5 lipca 1970 | Independiente – CA Vélez Sarsfield 0:1 Miguel Benito                                                                            |
| 5 lipca 1970 | Boca Juniors – Newell’s Old Boys 4:0 Hugo Curioni (3), Raúl Savoy                                                               |
| 5 lipca 1970 | Estudiantes La Plata – River Plate 0:2 Carlos Morete, Oscar Más                                                                 |
| 5 lipca 1970 | CA Colón – Racing Club de Avellaneda 1:1 Edgardo Di Meola - Osvaldo Lamelza                                                     |
| 5 lipca 1970 | CA Huracán – Unión Santa Fe 2:2 Miguel Brindisi, Juan C. López - Raúl Noguera, Héctor Scotta                                    |
| 5 lipca 1970 | Argentinos Juniors – CA Argentino de Quilmes 0:1 José M. Martínez mecz rozegrany został na stadionie klubu Atlanta Buenos Aires |
| 5 lipca 1970 | CA Platense – Atlanta Buenos Aires 0:1 Juan A. Gómez Voglino                                                                    |
| 5 lipca 1970 | CA Banfield – Chacarita Juniors 3:2 Daniel Carnevali s, Omar Pellegrini, Rubén Bedogni - Carlos M. García Cambón, Ángel Marcos  |
| 5 lipca 1970 | Rosario Central – Club Atlético Lanús 1:1 Alberto J. Gómez - Juan C. Guerra                                                     |
| 5 lipca 1970 | Los Andes Buenos Aires – Gimnasia y Esgrima La Plata 0:0 mecz rozegrany został na stadionie klubu Estudiantes La Plata          |

### Kolejka 19
| Data          | Mecz |
| ------------- | --- |
| 10 lipca 1970 | Boca Juniors – CA Colón 3:2 Roberto Rogel, Norberto Madurga (2) - José L. Córdoba, Juan C. Lo Bello                        |
| 12 lipca 1970 | Gimnasia y Esgrima La Plata – Independiente 1:1 Delio Onnis (k) - Roberto A. Tarabini (k)                                  |
| 12 lipca 1970 | Atlanta Buenos Aires – River Plate 1:1 Carlos de la Iglesia - Oscar Más (k)                                                |
| 12 lipca 1970 | Racing Club de Avellaneda – Chacarita Juniors 5:1 Juan D. Rocchia, Jorge Domínguez, Juan C. Cárdenas (3) - Horacio Neumann |
| 12 lipca 1970 | Club Atlético Lanús – Estudiantes La Plata 1:1 Héctor Bentrón - Juan Taverna                                               |
| 12 lipca 1970 | San Lorenzo de Almagro – Argentinos Juniors 4:0 Carlos Veglio (2), Rafael Albrecht (k), Rodolfo Fischer (k)                |
| 12 lipca 1970 | Newell’s Old Boys – Unión Santa Fe 1:0 Alfredo Obberti                                                                     |
| 12 lipca 1970 | Los Andes Buenos Aires – Rosario Central 0:0 według RSSSF mecz rozegrany został na stadionie klubu CA Banfield             |
| 12 lipca 1970 | CA Argentino de Quilmes – CA Banfield 0:1 Miguel A. Converti (g)                                                           |
| 12 lipca 1970 | CA Vélez Sarsfield – CA Huracán 1:3 Daniel Willington (k) - Luis A. Giribet, Roque Avallay (2)                             |

### Kolejka 20
| Data          | Mecz |
| ------------- | --- |
| 19 lipca 1970 | Independiente – CA Platense 2:3 Ramón T. Adorno, Héctor Yazalde - Rubén Valdez (3)                                                   |
| 19 lipca 1970 | CA Huracán – Racing Club de Avellaneda 0:0                                                                                           |
| 19 lipca 1970 | Chacarita Juniors – San Lorenzo de Almagro 1:2 Horacio Neumann - Carlos Veglio, Antonio Rosl                                         |
| 19 lipca 1970 | CA Banfield – Atlanta Buenos Aires 0:0                                                                                               |
| 19 lipca 1970 | Unión Santa Fe – Gimnasia y Esgrima La Plata 1:0 Orlando Genolet                                                                     |
| 19 lipca 1970 | Rosario Central – CA Colón 5:0 José Mesiano, Ramón Bóveda, Raúl Castronovo, Jorge Garello, Ángel Landucci                            |
| 19 lipca 1970 | Estudiantes La Plata – Newell’s Old Boys 3:1 José H. Medina, Daniel Romeo (2) - Alfredo Obberti (k)                                  |
| 19 lipca 1970 | River Plate – Los Andes Buenos Aires 3:2 Oscar Más (k), Ramiro Pérez, Carlos Morete - Néstor Manfredi, Medardo Cloquel               |
| 21 lipca 1970 | Argentinos Juniors – Boca Juniors 1:0 Antonio Alcíbar mecz rozegrany został na stadionie klubu Atlanta Buenos Aires                  |
| 22 lipca 1970 | Club Atlético Lanús – CA Vélez Sarsfield 0:2 Daniel Willington (k), Aldo Maturo mecz rozegrany został na stadionie klubu CA Banfield |

### Kolejka 21
| Data          | Mecz |
| ------------- | --- |
| 24 lipca 1970 | River Plate – Unión Santa Fe 6:0 Ramiro Pérez, Carlos Morete, Oscar Más (2), Ricardo Montivero, Daniel Onega |
| 27 lipca 1970 | Racing Club de Avellaneda – Independiente 2:3 (2:2) Widzowie: 34 503 Sędzia: Humberto Oreste Dellacasa. Bramki: 1:0 Jorge José Benítez 8, 1:1 Roberto Aníbal Tarabini 22 k, 2:1 Roberto Alfredo Perfumo 32, 2:2 Eduardo Andrés Maglioni 37, 2:3 Yazalde 80 Racing Club de Avellaneda: Agustín Mario Cejas – Roberto Alfredo Perfumo, Rubén Osvaldo Díaz, Enrique Ernesto Wolff, Roberto Rodolfo Aguirre, Juan Domingo Antonio Rocchia, Osvaldo José Lamelza, Carlos Vicente Squeo (76 czerwona kartka), Juan Carlos Cárdenas(77 Juan Carlos García Sangenis), Jorge José Benítez, Jorge Domínguez. Trener: Juan Eulogio Urriolabeitía. CA Independiente: Miguel Ángel Santoro – Idalino Monges, Ricardo Elbio Pavoni (76 czerwona kartka), Eduardo Alberto Commisso, Miguel Ángel Raimondo (77 Alejandro Estanislao Semenewicz), Luis Garisto (77 Dante Mírcoli), Eduardo Andrés Maglioni, José Omar Pastoriza, Héctor Casimiro Yazalde, Vicente de la Mata II, Roberto Aníbal Tarabini. Trener: Manuel Ernesto Giúdice. |
| 27 lipca 1970 | Boca Juniors – CA Banfield 1:0 Raúl Savoy |
| 27 lipca 1970 | San Lorenzo de Almagro – Club Atlético Lanús 4:0 Rodolfo Fischer (2), Miguel Tojo, Victorio Cocco |
| 27 lipca 1970 | Gimnasia y Esgrima La Plata – CA Argentino de Quilmes 0:2 Félix Leeb (2) |
| 27 lipca 1970 | CA Colón – Estudiantes La Plata 3:1 Edgardo Di Meola (2), Enrique Bustos - Carlos Pachamé |
| 27 lipca 1970 | Los Andes Buenos Aires – CA Vélez Sarsfield 1:2 Alberto Cardacci (k) - Carlos Bianchi (2) |
| 27 lipca 1970 | CA Platense – CA Huracán 1:1 Luis A. Cassano - Luis A. Giribet |
| 27 lipca 1970 | Atlanta Buenos Aires – Argentinos Juniors 1:2 Raúl Savino - Antonio Alcíbar (2) |
| 27 lipca 1970 | Newell’s Old Boys – Rosario Central 1:1 Alfredo Obberti - Roberto Gramajo |

### Końcowa tabela Metropolitano 1970
| Poz | Klub                        | Mecze | Zw | Rem | Por | Pkt | BrZd | BrStr |
| --- | --------------------------- | ----- | -- | --- | --- | --- | ---- | ----- |
| 1   | Independiente               | 20    | 12 | 3   | 5   | 27  | 43   | 25    |
| 2   | River Plate                 | 20    | 10 | 7   | 3   | 27  | 42   | 24    |
| 3   | San Lorenzo de Almagro      | 20    | 7  | 11  | 2   | 25  | 36   | 20    |
| 4   | Boca Juniors                | 20    | 10 | 5   | 5   | 25  | 30   | 19    |
| 5   | Newell’s Old Boys           | 20    | 8  | 9   | 3   | 25  | 28   | 26    |
| 6   | CA Platense                 | 20    | 9  | 6   | 5   | 24  | 24   | 19    |
| 7   | Atlanta Buenos Aires        | 20    | 8  | 6   | 6   | 22  | 29   | 26    |
| 8   | CA Banfield                 | 20    | 6  | 10  | 4   | 22  | 17   | 14    |
| 9   | Gimnasia y Esgrima La Plata | 20    | 8  | 5   | 7   | 21  | 28   | 26    |
| 10  | CA Vélez Sarsfield          | 20    | 8  | 5   | 7   | 21  | 27   | 26    |
| 11  | Racing Club de Avellaneda   | 20    | 5  | 11  | 4   | 21  | 26   | 22    |
| 12  | Rosario Central             | 20    | 7  | 7   | 6   | 21  | 26   | 23    |
| 13  | Chacarita Juniors           | 20    | 8  | 4   | 8   | 20  | 22   | 23    |
| 14  | CA Huracán                  | 20    | 6  | 7   | 7   | 19  | 33   | 32    |
| 15  | CA Argentino de Quilmes     | 20    | 6  | 5   | 9   | 17  | 24   | 32    |
| 16  | Estudiantes La Plata        | 20    | 4  | 9   | 7   | 17  | 22   | 26    |
| 17  | Argentinos Juniors          | 20    | 5  | 7   | 8   | 17  | 21   | 33    |
| 18  | Unión Santa Fe              | 20    | 6  | 4   | 10  | 16  | 24   | 35    |
| 19  | Club Atlético Lanús         | 20    | 4  | 5   | 11  | 13  | 22   | 35    |
| 20  | CA Colón                    | 20    | 3  | 5   | 12  | 11  | 21   | 40    |
| 21  | Los Andes Buenos Aires      | 20    | 2  | 5   | 13  | 9   | 22   | 41    |

W roku 1970 mistrzem Argentyny Metropolitano został klub Independiente.

### Klasyfikacja strzelców bramek Metropolitano 1970
| Gole | Piłkarz         | Klub                        |
| ---- | --------------- | --------------------------- |
| 16   | Oscar Más       | River Plate                 |
| 15   | Alfredo Obberti | Newell’s Old Boys           |
| 14   | Aníbal Tarabini | Independiente               |
| 13   | Rodolfo Fischer | San Lorenzo de Almagro      |
| 12   | Delio Onnis     | Gimnasia y Esgrima La Plata |
| 12   | Héctor Yazalde  | Independiente               |

### Petit Torneo
| Data             | Mecz |
| ---------------- | --- |
| 2 sierpnia 1970  | Estudiantes La Plata – Chacarita Juniors 1:1 mecz rozegrany został na stadionie klubu Atlanta            |
| 2 sierpnia 1970  | CA Argentino de Quilmes – CA Huracán 1:0 mecz rozegrany został na stadionie klubu Racing                 |
| 9 sierpnia 1970  | CA Huracán – Estudiantes La Plata 1:2 mecz rozegrany został na stadionie klubu Vélez Sarsfield           |
| 9 sierpnia 1970  | CA Argentino de Quilmes – Chacarita Juniors 0:0 mecz rozegrany został na stadionie klubu Atlanta         |
| 16 sierpnia 1970 | Chacarita Juniors – CA Huracán 2:1 mecz rozegrany został na stadionie klubu Vélez Sarsfield              |
| 16 sierpnia 1970 | Estudiantes La Plata – CA Argentino de Quilmes 1:1 mecz rozegrany został na stadionie klubu Boca Juniors |

| Poz | Klub                    | Mecze | Zw | Rem | Por | Pkt | BrZd | BrStr |
| --- | ----------------------- | ----- | -- | --- | --- | --- | ---- | ----- |
| 1   | Estudiantes La Plata    | 3     | 1  | 2   | 0   | 4   | 4    | 3     |
| 2   | Chacarita Juniors       | 3     | 1  | 2   | 0   | 4   | 3    | 2     |
| 3   | CA Argentino de Quilmes | 3     | 1  | 2   | 0   | 4   | 2    | 1     |
| 4   | CA Huracán              | 3     | 0  | 0   | 3   | 0   | 2    | 5     |

Dwa najlepsze kluby turnieju Petit zakwalifikowały się do mistrzostw Argentyny Nacional.

### Reclasificatorio 1
| Data            | Mecz |
| --------------- | --- |
| 6 września 1970 | CA Huracán – CA Argentino de Quilmes 5:0 Hugo Tedesco (2), Luis A. Giribet (2), Héctor Veira mecz rozegrany został na stadionie klubu Boca Juniors |
| 6 września 1970 | Unión Santa Fe – Club Atlético Lanús 1:1 Roberto J. Martínez - Héctor Bentrón                                                                      |
| 6 września 1970 | Los Andes Buenos Aires – CA Colón 1:0 Néstor Manfredi                                                                                              |

### Reclasificatorio 2
| Data             | Mecz                                                                             |
| ---------------- | -------------------------------------------------------------------------------- |
| 13 września 1970 | CA Argentino de Quilmes – Los Andes Buenos Aires 0:1 Néstor Manfredi             |
| 13 września 1970 | Club Atlético Lanús – Argentinos Juniors 1:1 Héctor Bentrón (k) - Ángel Regina s |
| 13 września 1970 | CA Colón – Unión Santa Fe 1:1 José L. Córdoba - Orlando Genolet                  |

### Reclasificatorio 3
| Data             | Mecz |
| ---------------- | --- |
| 20 września 1970 | Unión Santa Fe – CA Argentino de Quilmes 2:0 Alfredo Cañete, Aníbal Cibeyra                                         |
| 20 września 1970 | Argentinos Juniors – CA Colón 4:1 Carlos A. Caputo, Pedro Ornad, Antonio Alcíbar, Felipe Ribaudo - Edgardo Di Meola |
| 20 września 1970 | Los Andes Buenos Aires – CA Huracán 1:1 Néstor Manfredi - Luis A. Giribet                                           |

### Reclasificatorio 4
| Data             | Mecz                                                                                        |
| ---------------- | ------------------------------------------------------------------------------------------- |
| 27 września 1970 | CA Argentino de Quilmes – Argentinos Juniors 2:0 Miguel A. Cottón, Horacio Ibáñez           |
| 27 września 1970 | CA Colón – Club Atlético Lanús 2:0 José L. Córdoba, Juan Ceballo                            |
| 27 września 1970 | CA Huracán – Unión Santa Fe 2:2 Héctor Veira (2) - Orlando Genolet (k), Roberto J. Martínez |

### Reclasificatorio 5
| Data                | Mecz |
| ------------------- | --- |
| 4 października 1970 | Club Atlético Lanús – CA Argentino de Quilmes 3:2 Pedro Kozak, Héctor Bentrón, Julio R. Villa s - Miguel A. Cottón (2) |
| 4 października 1970 | Argentinos Juniors – CA Huracán 1:1 Felipe Ribaudo - Luis A. Giribet                                                   |
| 4 października 1970 | Unión Santa Fe – Los Andes Buenos Aires 2:1 Héctor Scotta, Raúl Noguera - Víctor Donato                                |

### Reclasificatorio 6
| Data                 | Mecz |
| -------------------- | --- |
| 11 października 1970 | CA Argentino de Quilmes – CA Colón 2:2 José Magliolo, Miguel A. Reguera - José L. Córdoba, Rubén Coletti |
| 11 października 1970 | Los Andes Buenos Aires – Argentinos Juniors 3:0 Abel Da Graca (2), Alberto Cardacci (k)                  |
| 11 października 1970 | CA Huracán – Club Atlético Lanús 5:0 Héctor Veira (3), Luis A. Giribet (k), Miguel Brindisi              |

### Reclasificatorio 7
| Data                 | Mecz |
| -------------------- | --- |
| 18 października 1970 | Argentinos Juniors – Unión Santa Fe 3:1 Osvaldo Sosa, Carlos A. Caputo (2) - Hugo Gentiletti                                                             |
| 18 października 1970 | Club Atlético Lanús – Los Andes Buenos Aires 2:4 Héctor Bentrón, Miguel A. Lencina - Abel Da Graca, Néstor Manfredi, Ramón Zanabria, Norberto Monteleone |
| 18 października 1970 | CA Colón – CA Huracán 1:3 Juan Ceballo - Luis A. Giribet (2), Miguel Brindisi                                                                            |

### Reclasificatorio 8
| Data                 | Mecz |
| -------------------- | --- |
| 25 października 1970 | CA Argentino de Quilmes – CA Huracán 1:0 Miguel A. Cottón                                                                        |
| 25 października 1970 | Club Atlético Lanús – Unión Santa Fe 1:1 Ángel Silva (k) - Roberto J. Martínez                                                   |
| 25 października 1970 | CA Colón – Los Andes Buenos Aires 4:1 Héctor Velázquez, Néstor Borgogno (k), Edgardo Di Meola, Juan C. Mottura - Néstor Manfredi |

### Reclasificatorio 9
| Data             | Mecz |
| ---------------- | --- |
| 1 listopada 1970 | Los Andes Buenos Aires – CA Argentino de Quilmes 3:1 Norberto Monteleone, Néstor Manfredi, Abel Da Graca - Miguel A. Cottón (k) |
| 1 listopada 1970 | Unión Santa Fe – CA Colón 0:1 Juan C. Mottura                                                                                   |
| 1 listopada 1970 | Argentinos Juniors – Club Atlético Lanús 3:0 Dardo Urchevik, Osvaldo Sosa, Alfio Luna                                           |

### Reclasificatorio 10
| Data             | Mecz                                                                                      |
| ---------------- | ----------------------------------------------------------------------------------------- |
| 8 listopada 1970 | CA Argentino de Quilmes – Unión Santa Fe 3:0 César Bourrás, Félix Leeb, Miguel A. Cottón  |
| 8 listopada 1970 | CA Colón – Argentinos Juniors 2:1 Rubén Coletti, Néstor Borgogno (k) - Osvaldo Sosa       |
| 8 listopada 1970 | CA Huracán – Los Andes Buenos Aires 1:2 Jorge Ginarte s - Alberto Cardacci, Abel Da Graca |

### Reclasificatorio 11
| Data              | Mecz                                                                |
| ----------------- | ------------------------------------------------------------------- |
| 15 listopada 1970 | Argentinos Juniors – CA Argentino de Quilmes 1:0 Alfio Luna         |
| 15 listopada 1970 | Unión Santa Fe – CA Huracán 0:2 Héctor Veira, Tito Gómez            |
| 15 listopada 1970 | Club Atlético Lanús – CA Colón 1:1 Héctor Bentrón - Juan C. Mottura |

### Reclasificatorio 12
| Data              | Mecz                                                                                                   |
| ----------------- | --- |
| 22 listopada 1970 | Los Andes Buenos Aires – Unión Santa Fe 2:0 Néstor Manfredi, Alberto Cardacci (k)                      |
| 22 listopada 1970 | CA Argentino de Quilmes – Club Atlético Lanús 2:1 Miguel A. Cottón (k), Félix Leeb - Miguel A. Lencina |
| 22 listopada 1970 | CA Huracán – Argentinos Juniors 2:2 Héctor Veira (2) - Eduardo Cicarello, Osvaldo Sosa                 |

### Reclasificatorio 13
| Data              | Mecz                                                                       |
| ----------------- | -------------------------------------------------------------------------- |
| 29 listopada 1970 | CA Colón – CA Argentino de Quilmes 0:1 Félix Leeb                          |
| 29 listopada 1970 | Argentinos Juniors – Los Andes Buenos Aires 1:0 Felipe Ribaudo             |
| 29 listopada 1970 | Club Atlético Lanús – CA Huracán 1:2 Francisco Nieto - Miguel Brindisi (2) |

### Reclasificatorio 14
| Data           | Mecz |
| -------------- | --- |
| 6 grudnia 1970 | CA Huracán – CA Colón 9:0 Miguel Brindisi, Luis A. Giribet (4, 1k), Héctor Veira (2), Carlos Babington, Rubén Coletti s                          |
| 6 grudnia 1970 | Los Andes Buenos Aires – Club Atlético Lanús 4:2 Alberto Cardacci, Ricardo Palma, Víctor Donato, Néstor Manfredi - Héctor Bentrón, Ramón Peralta |
| 6 grudnia 1970 | Unión Santa Fe – Argentinos Juniors 1:0 Armando Rossi                                                                                            |

### Tabela końcowa Reclasificatorio
| Poz | Klub                    | Mecze | Zw | Rem | Por | Pkt | BrZd | BrStr |
| --- | ----------------------- | ----- | -- | --- | --- | --- | ---- | ----- |
| 1   | Los Andes Buenos Aires  | 12    | 8  | 1   | 3   | 17  | 23   | 14    |
| 2   | CA Huracán              | 12    | 6  | 4   | 2   | 16  | 33   | 11    |
| 3   | Argentinos Juniors      | 12    | 5  | 3   | 4   | 13  | 17   | 14    |
| 4   | CA Colón                | 12    | 4  | 3   | 5   | 11  | 15   | 24    |
| 5   | CA Argentino de Quilmes | 12    | 5  | 1   | 6   | 11  | 14   | 18    |
| 6   | Unión Santa Fe          | 12    | 3  | 4   | 5   | 10  | 11   | 17    |
| 7   | Club Atlético Lanús     | 12    | 1  | 4   | 7   | 6   | 13   | 28    |

Trzy najlepsze kluby utrymały się w lidze, dwa najsłabsze spadły do drugiej ligi, a pozostałe dwa kluby mogły jeszcze uratować swój pierwszoligowy byt w turnieju barażowym.

### Turniej barażowy
| Data            | Mecz |
| --------------- | --- |
| 12 grudnia 1970 | Almirante Brown Buenos Aires – CA Argentino de Quilmes 1:2 mecz rozegrany został na stadionie klubu Atlanta       |
| 12 grudnia 1970 | CA Colón – Ferro Carril Oeste 0:3 mecz rozegrany został na stadionie klubu Unión                                  |
| 15 grudnia 1970 | Ferro Carril Oeste – Almirante Brown Buenos Aires 3:1 mecz rozegrany został na stadionie klubu Argentinos Juniors |
| 15 grudnia 1970 | CA Argentino de Quilmes – CA Colón 1:1 mecz rozegrany został na stadionie klubu Atlanta                           |
| 19 grudnia 1970 | CA Colón – Almirante Brown Buenos Aires 5:2 mecz rozegrany został na stadionie klubu Atlanta                      |
| 19 grudnia 1970 | CA Argentino de Quilmes – Ferro Carril Oeste 0:4 mecz rozegrany został na stadionie klubu Huracán                 |

| Poz | Klub                         | Mecze | Zw | Rem | Por | Pkt | BrZd | BrStr |
| --- | ---------------------------- | ----- | -- | --- | --- | --- | ---- | ----- |
| 1   | Ferro Carril Oeste           | 3     | 3  | 0   | 0   | 6   | 10   | 1     |
| 2   | CA Colón                     | 3     | 1  | 1   | 1   | 3   | 6    | 6     |
| 3   | CA Argentino de Quilmes      | 3     | 1  | 1   | 1   | 3   | 3    | 6     |
| 4   | Almirante Brown Buenos Aires | 3     | 0  | 0   | 3   | 0   | 4    | 10    |

Do drugiej ligi spadł klub CA Argentino de Quilmes, a na jego miejsce awansował klub Ferro Carril Oeste. Klub CA Colón pozostał w pierwszej lidze, a Almirante Brown Buenos Aires pozostał w drugiej lidze.

## Campeonato Nacional 1970
W Campeonato Nacional wzięło udział 20 klubów – 14 klubów biorących udział w mistrzostwach Metropolitano oraz 6 klubów z prowincji. Prowincjonalna szóstka została wyłoniona podczas rozgrywek klasyfikacyjnych klubów które wygrały swoje ligi prowincjonalne w roku 1969. W sezonie 1970 w mistrzostwach Nacional z regionu stołecznego Metropolitano wzięło udział dwanaście najlepszych klubów w tabeli końcowej Campeonato Metropolitano oraz dwa najlepsze kluby turnieju Petit: Atlanta Buenos Aires, CA Banfield, Boca Juniors, Chacarita Juniors, Estudiantes La Plata, Gimnasia y Esgrima La Plata, Independiente, Newell’s Old Boys, CA Platense, Racing Club de Avellaneda, River Plate, Rosario Central, San Lorenzo de Almagro, CA Vélez Sarsfield
Do pierwszej ligi mistrzostw Nacional w sezonie 1970 zakwalifikowały się następujące kluby z prowincji: Gimnasia y Esgrima Jujuy, Gimnasia y Esgrima Mendoza, Kimberley Mar del Plata, San Martín San Juan, San Martín Tucumán, Talleres Córdoba
W fazie grupowej 20 uczestników podzielono na 2 grupy A i B po 10 klubów w każdej grupie. Mecze w grupach rozegrano systemem każdy z każdym z rewanżami. Dodatkowo rozegrano dwie kolejki w których zmierzyły się kluby grupy A z klubami grupy B, dlatego każdy z klubów w fazie grupowej zaliczył po 20 meczów. Z obu grup do fazy pucharowej awansowały po 2 najlepsze kluby z grupy, które utworzyły dwie pary półfinałowe. Zwycięzcy obu pojedynków półfinałowych zmierzyli się w finale. Zwycięzca finału zdobył tytuł mistrza Argentyny Nacional, a przegrany – tytuł wicemistrza.

### Kolejka 1
Grupa A
| Data            | Mecz |
| --------------- | --- |
| 6 września 1970 | San Martín Tucumán – River Plate 0:2 Carlos Morete, Daniel Onega |
| 6 września 1970 | Talleres Córdoba – Racing Club de Avellaneda 2:1 Luis Cornejo, Miguel A. Patire - Jorge Domínguez                                                                           |
| 6 września 1970 | CA Platense – San Lorenzo de Almagro 2:0 Carlos A. Bulla, Néstor Subiat mecz rozegrany został na stadionie klubu Chacarita Juniors                                          |
| 6 września 1970 | Gimnasia y Esgrima Mendoza – Chacarita Juniors 3:0 Miguel A. Gómez, Carlos Aceituno, Miguel A. Albarracín mecz rozegrany został na stadionie klubu Godoy Cruz Antonio Tomba |
| 6 września 1970 | Gimnasia y Esgrima La Plata – Newell’s Old Boys 1:1 Delio Onnis - Alfredo Obberti                                                                                           |

Grupa B
| Data                 | Mecz |
| -------------------- | --- |
| 4 września 1970      | Boca Juniors – Gimnasia y Esgrima Jujuy 3:1 Miguel Nicolau, Antonio Cabrera, Rubén Suñé (k) - Luis Siaccia                        |
| 6 września 1970      | Independiente – Kimberley Mar del Plata 2:1 Héctor Yazalde, José O. Pastoriza - Juan J. Valiente                                  |
| 6 września 1970      | San Martín San Juan – Atlanta Buenos Aires 1:1 Juan J. Pérez - Raúl Savino mecz rozegrany został na stadionie Estadio Parque Mayo |
| 6 września 1970      | CA Vélez Sarsfield – CA Banfield 3:1 Carlos Bianchi, Daniel Willington (2, 1k) - Rubén Bedogni                                    |
| 15 października 1970 | Rosario Central – Estudiantes La Plata 3:1 Ángel Landucci, Roberto Gramajo, Ramón Bóveda - Alberto Fanesi s                       |

### Kolejka 2
Grupa A
| Data             | Mecz                                                                              |
| ---------------- | --------------------------------------------------------------------------------- |
| 13 września 1970 | River Plate – Gimnasia y Esgrima La Plata 2:1 Ricardo Montivero (2) - Juan Masnik |
| 13 września 1970 | Newell’s Old Boys – CA Platense 1:1 Alfredo Obberti - Juan C. Crocci              |
| 13 września 1970 | San Lorenzo de Almagro – Racing Club de Avellaneda 1:0 Roberto Perfumo s          |
| 13 września 1970 | Chacarita Juniors – San Martín Tucumán 1:0 Ángel Marcos                           |
| 13 września 1970 | Gimnasia y Esgrima Mendoza – Talleres Córdoba 1:1 Alfredo Sosa - Roberto Cortez   |

Grupa B
| Data             | Mecz |
| ---------------- | --- |
| 11 września 1970 | Independiente – Atlanta Buenos Aires 2:0 Héctor Yazalde, Raúl Bernao |
| 13 września 1970 | Estudiantes La Plata – Boca Juniors 2:1 Eduardo Manera, Juan R. Verón - Raúl Savoy |
| 13 września 1970 | CA Banfield – Rosario Central 4:1 Rubén Bedogni (2, 1k), Miguel A. Converti (g), Omar Pellegrini - Roberto Gramajo (k)                                                                               |
| 13 września 1970 | Gimnasia y Esgrima Jujuy – San Martín San Juan 2:2 Celso Fernández, Daniel Quevedo - José Alliers s, Héctor Millicay                                                                                 |
| 13 września 1970 | Kimberley Mar del Plata – CA Vélez Sarsfield 3:3 Juan J. Valiente, Jorge Davino, ? - Luis Oruezábal, Daniel Willington, Carlos Bianchi mecz rozegrany został na stadionie Estadio General San Martín |

### Kolejka 3
Grupa A
| Data             | Mecz |
| ---------------- | --- |
| 18 września 1970 | Racing Club de Avellaneda – Newell’s Old Boys 3:2 Juan D. Rocchia, Miguel A. Adorno (2) - Héctor J. Martínez, Alfredo Obberti                            |
| 20 września 1970 | CA Platense – River Plate 1:2 Carlos A. Bulla - Roberto Gutiérrez, Daniel Onega                                                                          |
| 20 września 1970 | Talleres Córdoba – San Lorenzo de Almagro 3:2 Miguel A. Patire (2), Antonio del Río - Antonio del Río s, Rafael Albrecht                                 |
| 20 września 1970 | Gimnasia y Esgrima La Plata – Chacarita Juniors 3:0 Héctor Pignani, Walter Durso, Delio Onnis (k)                                                        |
| 20 września 1970 | San Martín Tucumán – Gimnasia y Esgrima Mendoza 2:5 Víctor Pereyra, Juan A. Ferreyra (k) - Carlos Aceituno, Víctor Legrotaglie, Miguel A. Albarracín (3) |

Grupa B
| Data             | Mecz |
| ---------------- | --- |
| 20 września 1970 | Boca Juniors – CA Banfield 3:0 Rubén Peracca, Ignacio Peña (2)                                                                |
| 20 września 1970 | CA Vélez Sarsfield – Independiente 3:3 Luis Oruezábal (2), Daniel Willington - Luis Garisto, Héctor Yazalde, Juan J. De Mario |
| 20 września 1970 | San Martín San Juan – Estudiantes La Plata 1:4 Oscar Fornari - Christian Rudzki (3), Daniel Romeo                             |
| 20 września 1970 | Rosario Central – Kimberley Mar del Plata 3:0 Ramón Bóveda, Ángel Landucci, Alberto J. Gómez                                  |
| 20 września 1970 | Atlanta Buenos Aires – Gimnasia y Esgrima Jujuy 0:0                                                                           |

### Kolejka 4
Mecze międzygrupowe A-B
| Data             | Mecz |
| ---------------- | --- |
| 25 września 1970 | CA Platense – CA Banfield 1:0 Carlos A. Bulla mecz rozegrany został na stadionie klubu CA Vélez Sarsfield                         |
| 27 września 1970 | River Plate – Boca Juniors 2:1 Oscar Más (2) - Ignacio Peña                                                                       |
| 27 września 1970 | CA Vélez Sarsfield – San Lorenzo de Almagro 2:1 Carlos Bianchi, Daniel Willington - Victorio Cocco                                |
| 27 września 1970 | Racing Club de Avellaneda – Independiente 2:2 Miguel A. Adorno, Juan D. Rocchia - Eduardo Maglioni, Héctor Yazalde                |
| 27 września 1970 | Atlanta Buenos Aires – Chacarita Juniors 0:1 Franco Frassoldatti                                                                  |
| 27 września 1970 | Estudiantes La Plata – Gimnasia y Esgrima La Plata 4:1 Eduardo Flores, Juan R. Verón, Christian Rudzki, Pedro Verde - Delio Onnis |
| 27 września 1970 | Talleres Córdoba – Kimberley Mar del Plata 1:1 Alberto De Sá - Juan J. Valiente                                                   |
| 27 września 1970 | Gimnasia y Esgrima Mendoza – San Martín San Juan 2:0 Miguel A. Albarracín, Miguel A. Gómez                                        |
| 27 września 1970 | Rosario Central – Newell’s Old Boys 3:1 Aldo P. Poy (2), Roberto Gramajo - Alfredo Obberti (k)                                    |
| 27 września 1970 | Gimnasia y Esgrima Jujuy – San Martín Tucumán 1:2 Daniel O. Quevedo - Juan A. Del Prado, Juan R. Burgos                           |

### Kolejka 5
Grupa A
| Data                | Mecz                                                                                             |
| ------------------- | ------------------------------------------------------------------------------------------------ |
| 4 października 1970 | River Plate – Racing Club de Avellaneda 1:1 Ricardo Montivero - Juan D. Rocchia                  |
| 4 października 1970 | Newell’s Old Boys – San Lorenzo de Almagro 0:0                                                   |
| 4 października 1970 | Chacarita Juniors – CA Platense 1:0 Ángel Marcos                                                 |
| 4 października 1970 | San Martín Tucumán – Talleres Córdoba 1:0 Miguel A. Pérez                                        |
| 4 października 1970 | Gimnasia y Esgrima Mendoza – Gimnasia y Esgrima La Plata 1:1 Alfredo Sosa - José B. Leonardi (k) |

Grupa B
| Data                | Mecz |
| ------------------- | --- |
| 2 października 1970 | Independiente – Rosario Central 3:5 Héctor Yazalde, Roberto A. Tarabini (2, 2k) - Roberto Gramajo (4), Ramón Bóveda mecz rozegrany został na stadionie klubu Racing Club de Avellaneda |
| 4 października 1970 | Kimberley Mar del Plata – Boca Juniors 0:3 Jorge Coch (2), Norberto Madurga mecz rozegrany został na stadionie Estadio General San Martín                                              |
| 4 października 1970 | CA Vélez Sarsfield – Atlanta Buenos Aires 0:0 |
| 4 października 1970 | Estudiantes La Plata – Gimnasia y Esgrima Jujuy 3:0 Juan A. Taverna (3) |
| 4 października 1970 | CA Banfield – San Martín San Juan 4:2 Mario Chaldú (k), Miguel A. Converti (g) (3) - Washington Molina, Raúl Cardozo Crespo                                                            |

### Kolejka 6
Grupa A
| Data                | Mecz |
| ------------------- | --- |
| 7 października 1970 | Racing Club de Avellaneda – Chacarita Juniors 1:1 Juan D. Rocchia - Rodolfo Orife                         |
| 8 października 1970 | San Lorenzo de Almagro – River Plate 3:1 Victorio Cocco, Ramón Heredia, Pedro González - César Laraignée  |
| 8 października 1970 | CA Platense – Gimnasia y Esgrima Mendoza 0:1 Víctor Legrotaglie                                           |
| 8 października 1970 | Talleres Córdoba – Newell’s Old Boys 1:0 Humberto Taborda                                                 |
| 8 października 1970 | Gimnasia y Esgrima La Plata – San Martín Tucumán 2:1 Delio Onnis, José B. Leonardi (k) - Juan A. Ferreyra |

Grupa B
| Data                | Mecz |
| ------------------- | --- |
| 8 października 1970 | Boca Juniors – Independiente 1:0 Roberto Rogel |
| 8 października 1970 | Rosario Central – CA Vélez Sarsfield 1:0 Roque Nieva s |
| 8 października 1970 | Atlanta Buenos Aires – Estudiantes La Plata 1:0 Horacio Morales |
| 8 października 1970 | Gimnasia y Esgrima Jujuy – CA Banfield 0:0 |
| 8 października 1970 | San Martín San Juan – Kimberley Mar del Plata 5:2 Oscar Fornari (2), Washington Molina, Raúl Cardozo Crespo, Edgar Paz - José E. Mitrovich (2) mecz rozegrany został na stadionie Estadio Parque Mayo |

### Kolejka 7
Grupa A
| Data                 | Mecz |
| -------------------- | --- |
| 12 października 1970 | River Plate – Newell’s Old Boys 1:0 Roberto Gutiérrez                                                                          |
| 12 października 1970 | Chacarita Juniors – San Lorenzo de Almagro 1:0 Roberto Vasallo                                                                 |
| 12 października 1970 | Gimnasia y Esgrima Mendoza – Racing Club de Avellaneda 0:0                                                                     |
| 12 października 1970 | Gimnasia y Esgrima La Plata – Talleres Córdoba 5:0 Roberto J. Santiago, Jorge Castiglia, Delio Onnis (2), José B. Leonardi (k) |
| 12 października 1970 | San Martín Tucumán – CA Platense 1:1 Juan R. Burgos - Néstor Subiat                                                            |

Grupa B
| Data                 | Mecz |
| -------------------- | --- |
| 11 października 1970 | Independiente – San Martín San Juan 3:0 Héctor Yazalde, Ramón T. Adorno (2) mecz rozegrany został na stadionie klubu Racing Club de Avellaneda                               |
| 12 października 1970 | CA Vélez Sarsfield – Boca Juniors 3:0 Alberto Ríos, Carlos Bianchi (2, 1k)                                                                                                   |
| 12 października 1970 | CA Banfield – Estudiantes La Plata 1:1 Carlos Zibecchi - Eduardo Manera |
| 12 października 1970 | Rosario Central – Atlanta Buenos Aires 1:0 Aldo P. Poy |
| 12 października 1970 | Kimberley Mar del Plata – Gimnasia y Esgrima Jujuy 1:2 José E. Mitrovich - Vicente Lombardo s, Luis A. Siaccia mecz rozegrany został na stadionie Estadio General San Martín |

### Kolejka 8
Grupa A
| Data                 | Mecz |
| -------------------- | --- |
| 18 października 1970 | Talleres Córdoba – River Plate 1:1 Luis Cornejo - Daniel Onega                                                                                  |
| 18 października 1970 | San Lorenzo de Almagro – Gimnasia y Esgrima Mendoza 5:0 Pedro González, Carlos Veglio (2), Rafael Albrecht (k), Miguel Tojo                     |
| 18 października 1970 | CA Platense – Gimnasia y Esgrima La Plata 1:2 Francisco Russo - Héctor Pignani, Delio Onnis                                                     |
| 18 października 1970 | Racing Club de Avellaneda – San Martín Tucumán 8:1 Jorge Domínguez, Jorge J. Benítez (2), Enrique Wolff, Miguel A. Adorno (4) - José M. Sánchez |
| 18 października 1970 | Newell’s Old Boys – Chacarita Juniors 1:0 Alfredo Obberti                                                                                       |

Grupa B
| Data                 | Mecz |
| -------------------- | --- |
| 18 października 1970 | Boca Juniors – Rosario Central 3:2 Ángel C. Rojas (2), Jorge Coch - Alberto J. Gómez, Roberto Gramajo                                                         |
| 18 października 1970 | San Martín San Juan – CA Vélez Sarsfield 1:2 Raúl Cardozo Crespo (k) - Luis Oruezábal, Juan C. Lapalma mecz rozegrany został na stadionie Estadio Parque Mayo |
| 18 października 1970 | Atlanta Buenos Aires – CA Banfield 2:1 Luciano Frattura, Oscar Haack s - Omar Pellegrini                                                                      |
| 18 października 1970 | Estudiantes La Plata – Kimberley Mar del Plata 4:1 Juan A. Taverna (3), Eduardo Manera - Carlos Cardone                                                       |
| 18 października 1970 | Gimnasia y Esgrima Jujuy – Independiente 1:2 José R. Herrera (k) - Héctor Yazalde, Roberto A. Tarabini (k)                                                    |

### Kolejka 9
Grupa A
| Data                 | Mecz |
| -------------------- | --- |
| 25 października 1970 | Chacarita Juniors – River Plate 1:0 Rodolfo Orife                                                                   |
| 25 października 1970 | Gimnasia y Esgrima Mendoza – Newell’s Old Boys 1:0 Carlos Aceituno                                                  |
| 25 października 1970 | Gimnasia y Esgrima La Plata – Racing Club de Avellaneda 2:1 Roberto J. Santiago, Héctor Pignani - Enrique Wolff (k) |
| 25 października 1970 | San Martín Tucumán – San Lorenzo de Almagro 1:3 Miguel A. Pérez - Victorio Cocco, Miguel Tojo, Raúl R. Rodríguez s  |
| 25 października 1970 | CA Platense – Talleres Córdoba 1:2 Roberto C. Cabral - Roberto Cortez, Miguel A. Patire                             |

Grupa B
| Data                 | Mecz                                                                                                  |
| -------------------- | --- |
| 23 października 1970 | Boca Juniors – Atlanta Buenos Aires 2:0 Ignacio Peña, Orlando Medina                                  |
| 25 października 1970 | CA Vélez Sarsfield – Gimnasia y Esgrima Jujuy 4:1 Carlos Bianchi (3), Roque Nieva - Daniel O. Quevedo |
| 25 października 1970 | Rosario Central – San Martín San Juan 2:0 Aldo P. Poy (2)                                             |
| 25 października 1970 | Independiente – Estudiantes La Plata 2:1 Roberto A. Tarabini (2, 1k) - Juan R. Verón                  |
| 25 października 1970 | Kimberley Mar del Plata – CA Banfield 0:0                                                             |

### Kolejka 10
Grupa A
| Data                 | Mecz |
| -------------------- | --- |
| 28 października 1970 | River Plate – Gimnasia y Esgrima Mendoza 2:1 Daniel Onega (2) - Juan C. Ibáñez                                                                                    |
| 28 października 1970 | San Lorenzo de Almagro – Gimnasia y Esgrima La Plata 6:3 Rafael Albrecht (4, 2k), Victorio Cocco, Miguel Tojo - José Meija, Jorge Castiglia, José B. Leonardi (k) |
| 28 października 1970 | Racing Club de Avellaneda – CA Platense 6:1 Eugenio Morel Bogado (2), Enrique Wolff (2, 1k), Carlos Squeo, Jorge J. Benítez - José M. Vázquez                     |
| 28 października 1970 | Talleres Córdoba – Chacarita Juniors 0:0 |
| 28 października 1970 | Newell’s Old Boys – San Martín Tucumán 2:0 José Solórzano, Alfredo Obberti (k)                                                                                    |

Grupa B
| Data                 | Mecz |
| -------------------- | --- |
| 28 października 1970 | San Martín San Juan – Boca Juniors 2:2 Oscar Fornari, Héctor Millicay - Ricardo Vizzo s, Jorge Coch mecz rozegrany został na stadionie Estadio Parque Mayo |
| 28 października 1970 | CA Banfield – Independiente 1:1 Miguel A. Converti (g) - Eduardo Maglioni                                                                                  |
| 28 października 1970 | Atlanta Buenos Aires – Kimberley Mar del Plata 1:3 Luciano Frattura - Juan J. Valiente, José E. Mitrovich, José Malleo                                     |
| 28 października 1970 | Gimnasia y Esgrima Jujuy – Rosario Central 0:0 |
| 29 października 1970 | Estudiantes La Plata – CA Vélez Sarsfield 1:1 Juan R. Verón - Alberto Ríos                                                                                 |

### Kolejka 11
Grupa A
| Data                 | Mecz |
| -------------------- | --- |
| 31 października 1970 | River Plate – San Martín Tucumán 3:0 Juan C. Trebucq (2), Néstor Scotta                                                                                      |
| 1 listopada 1970     | Racing Club de Avellaneda – Talleres Córdoba 1:0 Eugenio Morel Bogado                                                                                        |
| 1 listopada 1970     | San Lorenzo de Almagro – CA Platense 6:2 Victorio Cocco (3), Rafael Albrecht (k), Pedro González, Rubén H. Ayala - Ernesto Ulrich, Roberto C. Cabral         |
| 1 listopada 1970     | Newell’s Old Boys – Gimnasia y Esgrima La Plata 3:4 José M. Terzaghi, Alfredo Obberti, Ricardo E. Coronel - Luis A. Roselli, Delio Onnis (2), José Meija     |
| 1 listopada 1970     | Chacarita Juniors – Gimnasia y Esgrima Mendoza 5:2 Leonardo Recúpero, Jorge A. Gómez, Carlos García Cambón, Norberto Eresuma (2) - Alfredo Sosa, Luis Oropel |

Grupa B
| Data             | Mecz |
| ---------------- | --- |
| 1 listopada 1970 | Gimnasia y Esgrima Jujuy – Boca Juniors 0:3 Ángel C. Rojas, Raúl Bernao, Ignacio Peña                                                                                             |
| 1 listopada 1970 | Estudiantes La Plata – Rosario Central 2:0 Juan R. Verón, Aurelio Pascuttini s |
| 1 listopada 1970 | Atlanta Buenos Aires – San Martín San Juan 5:0 Juan A. Gómez Voglino, Ernesto Mastrángelo (2), Luciano Frattura (k), Rubén Cano (k)                                               |
| 1 listopada 1970 | Kimberley Mar del Plata – Independiente 5:0 Jorge Davino (k), Juan J. Valiente (2), Hugo Sangorrín, Héctor Catalano mecz rozegrany został na stadionie Estadio General San Martín |
| 1 listopada 1970 | CA Banfield – CA Vélez Sarsfield 1:5 Omar Pellegrini - Carlos Bianchi (3), Miguel Benito (2)                                                                                      |

### Kolejka 12
Grupa A
| Data             | Mecz |
| ---------------- | --- |
| 8 listopada 1970 | Gimnasia y Esgrima La Plata – River Plate 2:1 Delio Onnis (2) - Daniel Onega |
| 8 listopada 1970 | Racing Club de Avellaneda – San Lorenzo de Almagro 2:2 Jorge J. Benítez, Enrique Wolff (k) - Pedro González, Roberto Telch                                                                                    |
| 8 listopada 1970 | CA Platense – Newell’s Old Boys 3:4 Roberto C. Cabral, Ricardo Troncone (k), José M. Vázquez - Alfredo Obberti (2), Juan C. Montes, Mario Zanabria mecz rozegrany został na stadionie klubu Chacarita Juniors |
| 8 listopada 1970 | San Martín Tucumán – Chacarita Juniors 0:1 walkower Horacio Neumann mecz przerwany w 86 minucie przy stanie 0:1 – 19 listopada 1970 przyznano walkower 0:1                                                    |
| 8 listopada 1970 | Talleres Córdoba – Gimnasia y Esgrima Mendoza 1:2 Roberto Cortez - Luis Oropel, Miguel A. Albarracín |

Grupa B
| Data             | Mecz |
| ---------------- | --- |
| 8 listopada 1970 | Boca Juniors – Estudiantes La Plata 0:0 |
| 8 listopada 1970 | Atlanta Buenos Aires – Independiente 1:0 Ernesto Mastrángelo |
| 8 listopada 1970 | CA Vélez Sarsfield – Kimberley Mar del Plata 1:1 Hugo Sangorrín s - José Malleo |
| 8 listopada 1970 | Rosario Central – CA Banfield 2:0 Roberto Gramajo (k), Agustín Balbuena |
| 8 listopada 1970 | San Martín San Juan – Gimnasia y Esgrima Jujuy 6:3 Oscar Fornari (2), Américo Muñoz, Edgar Paz, Ángel Pereyra, Vicente Vega (k) - Daniel O. Quevedo (2), Luis A. Siaccia mecz rozegrany został na stadionie Estadio Parque Mayo |

### Kolejka 13
Grupa A
| Data              | Mecz |
| ----------------- | --- |
| 11 listopada 1970 | River Plate – CA Platense 2:0 César Laraignée (2, 1k)                                                                               |
| 11 listopada 1970 | Chacarita Juniors – Gimnasia y Esgrima La Plata 1:0 Franco Frassoldatti                                                             |
| 11 listopada 1970 | San Lorenzo de Almagro – Talleres Córdoba 4:1 Victorio Cocco, José López s, Rafael Albrecht (k), Rodolfo Fischer - Miguel A. Patire |
| 11 listopada 1970 | Newell’s Old Boys – Racing Club de Avellaneda 2:2 Heraldo Bezerra, Ricardo E. Coronel - Alberto M. Jorge, Eugenio Morel Bogado      |
| 11 listopada 1970 | Gimnasia y Esgrima Mendoza – San Martín Tucumán 2:0 Jorge Luna, Miguel A. Albarracín                                                |

Grupa B
| Data              | Mecz |
| ----------------- | --- |
| 10 listopada 1970 | Independiente – CA Vélez Sarsfield 2:3 Juan J. De Mario (k), Juan A. Bustillo - Carlos Bianchi (3, 1k) mecz rozegrany został na stadionie klubu Racing Club de Avellaneda |
| 11 listopada 1970 | CA Banfield – Boca Juniors 1:2 Omar Pellegrini - Rubén Suñé, Ángel C. Rojas                                                                                               |
| 11 listopada 1970 | Estudiantes La Plata – San Martín San Juan 4:0 Juan A. Taverna (4) |
| 11 listopada 1970 | Kimberley Mar del Plata – Rosario Central 0:0 mecz rozegrany został na stadionie Estadio General San Martín                                                               |
| 11 listopada 1970 | Gimnasia y Esgrima Jujuy – Atlanta Buenos Aires 3:2 José R. Herrera, Daniel O. Quevedo, Celso Fernández - Osvaldo E. Gutiérrez, Eduardo Collado                           |

### Kolejka 14
Mecze międzygrupowe A-B
| Data              | Mecz |
| ----------------- | --- |
| 14 listopada 1970 | Boca Juniors – River Plate 0:0 |
| 15 listopada 1970 | Independiente – Racing Club de Avellaneda 2:1 Roberto A. Tarabini, Héctor Yazalde - Enrique Wolff |
| 15 listopada 1970 | San Martín San Juan – Gimnasia y Esgrima Mendoza 2:0 Juan J. Pérez, Oscar Fornari mecz rozegrany został na stadionie Estadio Parque Mayo                                                                                             |
| 15 listopada 1970 | Chacarita Juniors – Atlanta Buenos Aires 1:0 Raúl Poncio |
| 15 listopada 1970 | Gimnasia y Esgrima La Plata – Estudiantes La Plata 4:1 Delio Onnis (2), Hugo Pedraza, Héctor Pignani - Marcos Conigliaro |
| 15 listopada 1970 | CA Banfield – CA Platense 4:1 Rubén Bedogni (2), Néstor Della Ceca s, Miguel A. Converti (g) - Osvaldo Morelli CA Platense – 2 punkty zostały odjęte                                                                                 |
| 15 listopada 1970 | Newell’s Old Boys – Rosario Central 1:4 Marcos Pereira Martins - Miguel A. Bustos (2), Roberto Gramajo (2) |
| 15 listopada 1970 | San Lorenzo de Almagro – CA Vélez Sarsfield 1:0 Rodolfo Fischer |
| 15 listopada 1970 | Kimberley Mar del Plata – Talleres Córdoba 8:3 José Malleo (2), Héctor Catalano, Juan J. Valiente (4), José E. Mitrovich - José López, Antonio Del Río, Roberto Cortez mecz rozegrany został na stadionie Estadio General San Martín |
| 15 listopada 1970 | San Martín Tucumán – Gimnasia y Esgrima Jujuy 1:1 Miguel A. Pérez - René Taritolay |

### Kolejka 15
Grupa A
| Data              | Mecz |
| ----------------- | --- |
| 22 listopada 1970 | Racing Club de Avellaneda – River Plate 0:2 Eduardo Anzarda (2)                                                 |
| 22 listopada 1970 | San Lorenzo de Almagro – Newell’s Old Boys 2:0 Victorio Cocco, Pedro González                                   |
| 22 listopada 1970 | CA Platense – Chacarita Juniors 1:2 José M. Vázquez - Carlos García Cambón (k), Norberto Eresuma                |
| 22 listopada 1970 | Gimnasia y Esgrima La Plata – Gimnasia y Esgrima Mendoza 3:1 Delio Onnis (2), Jorge Castiglia - Miguel A. Gómez |
| 22 listopada 1970 | Talleres Córdoba – San Martín Tucumán 1:2 Antonio del Río - Miguel A. Pérez (2)                                 |

Grupa B
| Data              | Mecz |
| ----------------- | --- |
| 20 listopada 1970 | Boca Juniors – Kimberley Mar del Plata 2:1 Norberto Madurga, José R. Palacios - Juan J. Valiente              |
| 21 listopada 1970 | Atlanta Buenos Aires – CA Vélez Sarsfield 0:0                                                                 |
| 22 listopada 1970 | Rosario Central – Independiente 3:2 Roberto Gramajo (2), Aldo P. Poy - Eduardo Maglioni, Juan J. De Mario (k) |
| 22 listopada 1970 | Gimnasia y Esgrima Jujuy – Estudiantes La Plata 1:1 Celso Fernández - Ramón Aguirre Suárez                    |
| 22 listopada 1970 | San Martín San Juan – CA Banfield 0:0 mecz rozegrany został na stadionie Estadio Parque Mayo                  |

### Kolejka 16
Grupa A
| Data              | Mecz |
| ----------------- | --- |
| 29 listopada 1970 | River Plate – San Lorenzo de Almagro 2:1 Daniel Onega (2) - Rafael Albrecht (k)                                                                                     |
| 29 listopada 1970 | Chacarita Juniors – Racing Club de Avellaneda 1:0 Rodolfo Orife |
| 29 listopada 1970 | Newell’s Old Boys – Talleres Córdoba 3:2 Alfredo Obberti, Mario Zanabria, Heraldo Bezerra - Carlos Cavallini (2)                                                    |
| 29 listopada 1970 | Gimnasia y Esgrima Mendoza – CA Platense 3:0 Juan C. Ibáñez, Miguel A. Gómez, Alfredo Sosa                                                                          |
| 29 listopada 1970 | San Martín Tucumán – Gimnasia y Esgrima La Plata 3:0 Miguel A. Pérez, Rubén O. Luna, Juan A. Ferreyra (k) mecz rozegrany został na stadionie klubu Atlético Tucumán |

Grupa B
| Data              | Mecz |
| ----------------- | --- |
| 29 listopada 1970 | Independiente – Boca Juniors 2:3 Héctor Yazalde (2) - Oscar Pianetti, Miguel Nicolau, Rubén Suñé (k)                                                                             |
| 29 listopada 1970 | CA Vélez Sarsfield – Rosario Central 3:2 Juan C. Lapalma, Miguel Benito, José L. Luna - Alberto J. Gómez, Ramón Bóveda                                                           |
| 29 listopada 1970 | Estudiantes La Plata – Atlanta Buenos Aires 0:1 Benito Valencia |
| 29 listopada 1970 | CA Banfield – Gimnasia y Esgrima Jujuy 2:0 Rubén Bedogni (k), Miguel A. Converti (g)                                                                                             |
| 29 listopada 1970 | Kimberley Mar del Plata – San Martín San Juan 2:2 Juan J. Valiente, Héctor Catalano - Oscar Fornari, Juan J. Pérez mecz rozegrany został na stadionie Estadio General San Martín |

### Kolejka 17
Grupa A
| Data           | Mecz |
| -------------- | --- |
| 4 grudnia 1970 | San Lorenzo de Almagro – Chacarita Juniors 3:0 Victorio Cocco, Pedro González, Rafael Albrecht (k)                                                                                                 |
| 5 grudnia 1970 | Newell’s Old Boys – River Plate 2:2 Heraldo Bezerra, Marcos Pereira Martins - Víctor Marchetti, César Laraignée (k)                                                                                |
| 5 grudnia 1970 | Racing Club de Avellaneda – Gimnasia y Esgrima Mendoza 3:2 Juan D. Rocchia, Carlos Squeo, Enrique Wolff (k) - Jorge Luna, Alfredo V. Torres mecz rozegrany został na stadionie klubu Independiente |
| 5 grudnia 1970 | Talleres Córdoba – Gimnasia y Esgrima La Plata 2:2 Miguel A. Frullingui, Eladio Rodríguez - Walter Durso, Valentín Sánchez mecz rozegrany został na stadionie klubu Belgrano Córdoba               |
| 5 grudnia 1970 | CA Platense – San Martín Tucumán 0:0 |

Grupa B
| Data           | Mecz |
| -------------- | --- |
| 5 grudnia 1970 | Boca Juniors – CA Vélez Sarsfield 1:0 Jorge Coch                                                                                         |
| 5 grudnia 1970 | Estudiantes La Plata – CA Banfield 1:2 Hugo Spadaro - Rubén Bedogni (2)                                                                  |
| 5 grudnia 1970 | Atlanta Buenos Aires – Rosario Central 1:1 Miguel A. Pecoraro (k) - Ángel Landucci (k)                                                   |
| 5 grudnia 1970 | Gimnasia y Esgrima Jujuy – Kimberley Mar del Plata 3:1 Luis Fortunato s, José R. Herrera (k), Celso Fernández - Juan J. Valiente         |
| 5 grudnia 1970 | San Martín San Juan – Independiente 2:1 Héctor Millicay (2) - Roberto A. Tarabini mecz rozegrany został na stadionie Estadio Parque Mayo |

### Kolejka 18
Grupa A
| Data           | Mecz |
| -------------- | --- |
| 8 grudnia 1970 | River Plate – Talleres Córdoba 2:1 César Laraignée (k), Oscar Más - José López                                                            |
| 8 grudnia 1970 | Gimnasia y Esgrima Mendoza – San Lorenzo de Almagro 3:2 Norberto Fernández, Osvaldo Camargo, Jorge Luna - Pedro Chazarreta, Sergio Villar |
| 8 grudnia 1970 | Chacarita Juniors – Newell’s Old Boys 2:0 Ángel Marcos (2, 1k)                                                                            |
| 8 grudnia 1970 | Gimnasia y Esgrima La Plata – CA Platense 6:0 Luis A. Roselli (4), José B. Leonardi (k), Valentín Sánchez                                 |
| 8 grudnia 1970 | San Martín Tucumán – Racing Club de Avellaneda 0:0 mecz rozegrany został na stadionie klubu Atlético Tucumán                              |

Grupa B
| Data           | Mecz |
| -------------- | --- |
| 8 grudnia 1970 | Rosario Central – Boca Juniors 3:1 Ángel Landucci, Aldo P. Poy (2) - Norberto Madurga                                                                                |
| 8 grudnia 1970 | CA Banfield – Atlanta Buenos Aires 1:1 Rubén Bedogni (k) - Juan A. Gómez Voglino                                                                                     |
| 8 grudnia 1970 | Kimberley Mar del Plata – Estudiantes La Plata 0:0 mecz rozegrany został na stadionie Estadio General San Martín                                                     |
| 8 grudnia 1970 | Independiente – Gimnasia y Esgrima Jujuy 5:2 Eduardo Maglioni, Héctor Yazalde, Raúl Bernao, Juan J. De Mario (k), Ramón T. Adorno - José R. Herrera, Luis A. Siaccia |
| 8 grudnia 1970 | CA Vélez Sarsfield – San Martín San Juan 4:0 Carlos Bianchi (3, 1k), Daniel Willington                                                                               |

### Kolejka 19
Grupa A
| Data            | Mecz |
| --------------- | --- |
| 11 grudnia 1970 | San Lorenzo de Almagro – San Martín Tucumán 2:1 Carlos Veglio (2) - Julio Rey                                                                                        |
| 13 grudnia 1970 | River Plate – Chacarita Juniors 1:2 Eduardo Anzarda - Carlos García Cambón, Ángel Marcos (k)                                                                         |
| 13 grudnia 1970 | Racing Club de Avellaneda – Gimnasia y Esgrima La Plata 1:2 Antonio Gómez - Roberto J. Santiago, Hugo Pedraza mecz rozegrany został na stadionie klubu Independiente |
| 13 grudnia 1970 | Talleres Córdoba – CA Platense 1:1 Miguel A. Patire - Roberto C. Cabral                                                                                              |
| 13 grudnia 1970 | Newell’s Old Boys – Gimnasia y Esgrima Mendoza 4:1 Alfredo Obberti (3), Mario Zanabria - Alfredo V. Torres                                                           |

Grupa B
| Data            | Mecz |
| --------------- | --- |
| 12 grudnia 1970 | CA Banfield – Kimberley Mar del Plata 3:0 mecz przerwany został w 21 minucie – dokończony 13 grudnia 1970                                                      |
| 13 grudnia 1970 | Atlanta Buenos Aires – Boca Juniors 1:3 Osvaldo E. Gutiérrez - Oscar Pianetti, Miguel Nicolau, Ignacio Peña                                                    |
| 13 grudnia 1970 | Estudiantes La Plata – Independiente 0:1 Miguel A. Giachello                                                                                                   |
| 13 grudnia 1970 | Gimnasia y Esgrima Jujuy – CA Vélez Sarsfield 3:1 Daniel O. Quevedo, José R. Herrera (k), René Taritolay - Carlos Bianchi                                      |
| 13 grudnia 1970 | CA Banfield – Kimberley Mar del Plata 6:1 Carlos Zibecchi (3), Roberto Salvatierra, Rubén Bedogni (2) - Héctor Catalano dokończenie 69 minut z 12 grudnia 1970 |
| 13 grudnia 1970 | San Martín San Juan – Rosario Central 1:2 Héctor Millicay - Aldo P. Poy (2) mecz rozegrany został na stadionie Estadio Parque Mayo                             |

### Kolejka 20
Grupa A
| Data            | Mecz |
| --------------- | --- |
| 16 grudnia 1970 | Gimnasia y Esgrima Mendoza – River Plate 2:1 Norberto Fernández, Jorge Luna - Oscar Más                                                                                   |
| 16 grudnia 1970 | Chacarita Juniors – Talleres Córdoba 4:4 Horacio Neumann, Rodolfo Orife, Juan C. Puntorero, Norberto Eresuma - Carlos Cavallini, Roberto Cortez (2, 1k), Miguel A. Patire |
| 16 grudnia 1970 | CA Platense – Racing Club de Avellaneda 4:2 Roberto C. Cabral (2), Eduardo Ricagni (g) (2) - Osvaldo Lamelza, Juan C. García Sangenis                                     |
| 16 grudnia 1970 | Gimnasia y Esgrima La Plata – San Lorenzo de Almagro 2:1 Roberto J. Santiago, Delio Onnis - Rodolfo Fischer                                                               |
| 16 grudnia 1970 | San Martín Tucumán – Newell’s Old Boys 3:2 Silvano Acosta (2, 2k), Juan A. Ferreyra - Heraldo Bezerra, Marcos Pereira Martins (k)                                         |

Grupa B
| Data            | Mecz |
| --------------- | --- |
| 16 grudnia 1970 | Boca Juniors – San Martín San Juan 2:0 Norberto Madurga, Rubén Suñé (k)                                                                                  |
| 16 grudnia 1970 | CA Vélez Sarsfield – Estudiantes La Plata 1:1 Alberto Ríos - Hugo Spadaro (k) według RSSSF mecz rozegrany został na stadionie klubu Atlanta Buenos Aires |
| 16 grudnia 1970 | Kimberley Mar del Plata – Atlanta Buenos Aires 2:0 José E. Mitrovich, Juan J. Valiente mecz rozegrany został na stadionie Estadio General San Martín     |
| 16 grudnia 1970 | Rosario Central – Gimnasia y Esgrima Jujuy 4:3 José Mesiano, Ángel Landucci, Ramón Bóveda, Aldo P. Poy - Daniel O. Quevedo (2), José R. Herrera          |
| 16 grudnia 1970 | Independiente – CA Banfield 2:0 Miguel A. Giachello, Juan J. De Mario (k) mecz rozegrany został na stadionie klubu Racing Club de Avellaneda             |

### Tabele
| Poz | Klub                        | Mecze | Zw | Rem | Por | Pkt | BrZd | BrStr |
| --- | --------------------------- | ----- | -- | --- | --- | --- | ---- | ----- |
| 1   | Chacarita Juniors           | 20    | 13 | 3   | 4   | 29  | 25   | 19    |
| 2   | Gimnasia y Esgrima La Plata | 20    | 12 | 3   | 5   | 27  | 46   | 31    |
| 3   | River Plate                 | 20    | 11 | 4   | 5   | 26  | 30   | 20    |
| 4   | San Lorenzo de Almagro      | 20    | 11 | 2   | 7   | 24  | 45   | 26    |
| 5   | Gimnasia y Esgrima Mendoza  | 20    | 10 | 3   | 7   | 23  | 33   | 32    |
| 6   | Racing Club de Avellaneda   | 20    | 5  | 7   | 8   | 17  | 35   | 30    |
| 7   | Newell’s Old Boys           | 20    | 5  | 5   | 10  | 15  | 29   | 36    |
| 8   | Talleres Córdoba            | 20    | 4  | 7   | 9   | 15  | 27   | 42    |
| 9   | San Martín Tucumán          | 20    | 5  | 4   | 11  | 14  | 19   | 37    |
| 10  | CA Platense                 | 20    | 3  | 4   | 13  | 8   | 21   | 46    |

| Poz | Klub                     | Mecze | Zw | Rem | Por | Pkt | BrZd | BrStr |
| --- | ------------------------ | ----- | -- | --- | --- | --- | ---- | ----- |
| 1   | Rosario Central          | 20    | 13 | 3   | 4   | 29  | 42   | 26    |
| 2   | Boca Juniors             | 20    | 13 | 3   | 4   | 29  | 36   | 20    |
| 3   | CA Vélez Sarsfield       | 20    | 9  | 7   | 4   | 25  | 39   | 24    |
| 4   | Independiente            | 20    | 9  | 3   | 8   | 21  | 37   | 35    |
| 5   | Estudiantes La Plata     | 20    | 7  | 6   | 7   | 20  | 31   | 22    |
| 6   | CA Banfield              | 20    | 6  | 6   | 8   | 18  | 29   | 29    |
| 7   | Atlanta Buenos Aires     | 20    | 5  | 6   | 9   | 16  | 17   | 22    |
| 8   | Kimberley Mar del Plata  | 20    | 4  | 7   | 9   | 15  | 33   | 41    |
| 9   | Gimnasia y Esgrima Jujuy | 20    | 4  | 6   | 10  | 14  | 27   | 43    |
| 10  | San Martín San Juan      | 20    | 4  | 5   | 11  | 13  | 27   | 47    |

### 1/2 finału
| Data            | Mecz |
| --------------- | --- |
| 19 grudnia 1970 | Rosario Central – Gimnasia y Esgrima La Plata 3:0 Ángel Landucci, Miguel A. Bustos, Aldo P.Poy mecz rozegrany został na stadionie klubu Newell's Old Boys |
| 20 grudnia 1970 | Boca Juniors – Chacarita Juniors 2:0 Jorge Coch (2) mecz rozegrany został na stadionie klubu Racing                                                       |

### Finał
| Data            | Mecz |
| --------------- | --- |
| 23 grudnia 1970 | Boca Juniors – Rosario Central 2:1 (1:1, 0:1) mecz rozegrany został na stadionie klubu River Plate Sędzia: Ángel Norberto Coerezza. Bramki: 0:1 Ángel Antonio Landucci 40, 1:1 Ángel Clemente Rojas 79, 2:1 Jorge Antonio Coch 109 Club Atlético Boca Juniors: Antonio Roma – Julio Guillermo Meléndez, Silvio Marzolini, Rubén José Suńé, Norberto Rubén Madurga, Miguel Alberto Nicolau, Jorge Antonio Coch, José Rubén Palacios, Hugo Alberto Curioni (59 Raúl Armando Savoy), Ángel Clemente Rojas, Oscar Antono Pianetti (96 Antonio Roberto Cabrera). Trener: José María Silvero. Club Atlético Rosario Central: Ramón Quiroga – Alberto José Fanesi, Jorge Carrascosa, Jorge José González, Ángel Antonio Landucci, José Agustín Mesiano, Ramón César Bóveda (90 Carlos Alberto Colman), Miguel Ángel Bustos, Aldo Pedro Poy, Alberto Jesús Gómez, Roberto Artemio Gramajo (68 Agustín Alberto Balbuena). Trener: Ángel Tulio Zoff. |

Mistrzem Argentyny Nacional został klub Boca Juniors, a wicemistrzem Argentyny Nacional – Rosario Central. Oba kluby zapewniły sobie udział w Copa Libertadores 1971.

### Klasyfikacja strzelców bramek Nacional 1970
| Gole | Piłkarz         | Klub                        |
| ---- | --------------- | --------------------------- |
| 18   | Carlos Bianchi  | CA Vélez Sarsfield          |
| 16   | Delio Onnis     | Gimnasia y Esgrima La Plata |
| 15   | Juan Valiente   | Kimberley Mar del Plata     |
| 13   | Artemio Gramajo | Rosario Central             |
| 13   | Alfredo Obberti | Newell’s Old Boys           |